# Wim Bleijenberg

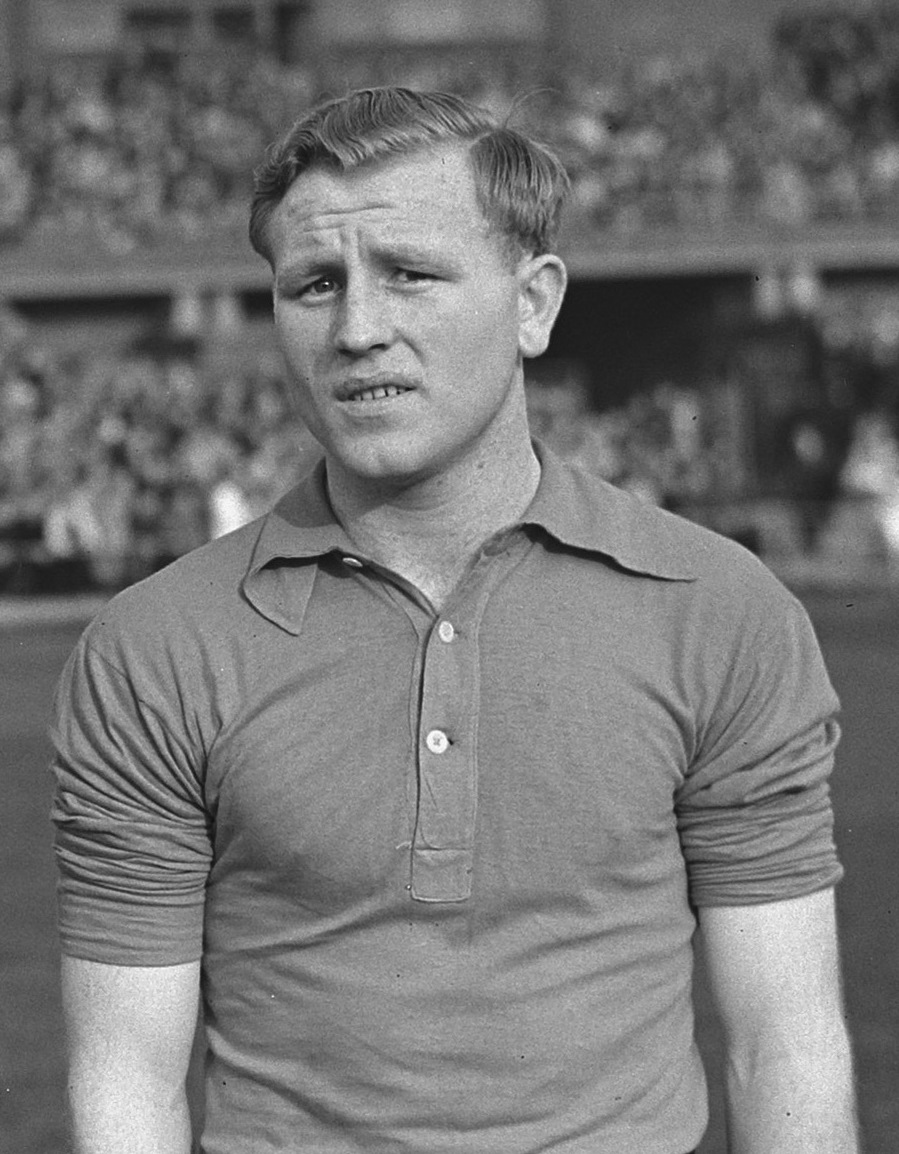
Wim Bleijenberg (1953)

Wim Bleijenberg (* 5. November 1930 in Veenendaal, Provinz Utrecht; † 10. Januar 2016) war ein niederländischer Fußballspieler.
Von WVV Wageningen kam Mittelstürmer Bleijenberg zur vv Rigtersbleek aus Enschede, mit der er 1953/54 in der Eerste Klasse spielte. 1956 wechselte er zum AFC Ajax nach Amsterdam. Mit 16 Toren war der Kopfballspezialist in seiner ersten Spielzeit bester Liga-Saisontorschütze der Amsterdamer; diesen Erfolg wiederholte er mit 15 Toren in der Saison 1958/59. Obwohl Bleijenberg in der Saison 1959/60 kaum noch zum Einsatz kam, absolvierte er am 26. Mai 1960 sein wohl wichtigstes Spiel für den Verein: Im Entscheidungsspiel um die Meisterschaft gegen Feijenoord kam er als Ersatz für den verletzten Mittelstürmer Cees Groot ins Team. Bleijenberg erzielte nach einem 0:1-Halbzeit-Rückstand drei Tore und gab eine Vorlage zum 5:1-Sieg, der Ajax den zehnten Meistertitel brachte. Anschließend wechselte er zum Lokalrivalen Blauw Wit. Nach der Zwischenstation Go Ahead Eagles in Deventer endete seine Karriere bei AGOVV in Apeldoorn.
Während seiner Zeit in Enschede wurde Bleijenberg 1953 Nationalspieler und absolvierte in diesem und dem folgenden Jahr drei Länderspiele für die niederländische Nationalmannschaft. Alle drei Begegnungen gingen verloren, Bleijenberg erzielte keinen Treffer.